# Enlace lemniscático
Un enlace lemniscático es un tipo de acoplamiento mecánico, en el que las trayectorias de los puntos de la conexión tienen la forma de una lemniscata. Se utiliza en aplicaciones prácticas como mecanismo de dirección recto, que se suele diseñar de forma que el desplazamiento se localice en la zona de la intersección de la lemniscata, que es prácticamente recta. 
Una aplicación conocida es el llamado enlace Alstom, utilizado en vehículos ferroviarios para facilitar el movimiento vertical elástico de un juego de ruedas de un bogie tractor (véase la ilustración adjunta). 
Otra aplicación conocida es la conexión de potencia en vehículos de carretera. 